# دافني دوغلاس
دافني دوغلاس (بالإنجليزية: Daphne Douglas)‏ هي أكاديمية جامايكية، ولدت في 26 سبتمبر 1924.